# The Loving Kind
The Loving Kind (с англ. — «Любящая») — двадцатый сингл британской поп-группы Girls Aloud. Сингл был выпущен в поддержку пятого студийного альбома группы Out of Control. Песня «The Loving Kind» была написана группой Pet Shop Boys специально для Girls Aloud.

## Список композиций

### CD Single
1. The Loving Kind (Radio Mix) — 3:59

2. Girls on 45, Volume 2 — 7:25

### 7-дюймовый винил
1. The Loving Kind (Radio Mix) — 3:59

2. Memory of You — 3:48

### iTunes Exclusive digital download
1. The Loving Kind (Utah Saints Club Mix) — 6:14

### Digital download
1. The Loving Kind (Wideboys Club Mix) — 6:37

### Mobile download
1. The Loving Kind (Wideboys Radio Edit) — 2:49

## Music video
В этом видеоклипе девушки заперты в коробках чёрного, белого и красного цветов с зеркальными стенками. Девушки олицетворяют как «хороших» Girls Aloud — «loving kinds» («любящих»), так и своё «плохое», «нелюбящее» альтер эго. Плохие Girls Aloud рвут одежду, бьют фоторамки и стекло, за которым они находились в коробке. Шерил Коул и Надин Койл порезались стеклом, когда разбивали его. Но страдания оказались не напрасны — клип был очень тепло встречен критиками.

## Позиции вчартах
| Чарты (2009)   | Позиция занятое место |
| -------------- | --------------------- |
| Великобритания | 10                    |
| Ирландия       | 16                    |

## Авторы
- Миранда Купер
- Брайан Хиггинс
- Лиза Коулинг
- Тим Пауэлл
- Нил Теннант
- Крис Лоу
- Элисон Кларксон

## Состав
- Шерил Коул
- Кимберли Уолш
- Сара Хардинг
- Никола Робертс
- Надин Койл